# 철도종합기술연구소
공익재단 철도종합기술연구소(일본어: 公益財団法人鉄道総合技術研究所 고에키자이단호우진 테쓰도소고기슈쓰켄큐쇼[*])는 일본국유철도의 철도 기술 연구소 등에서 업무를 이어 출범한 연구 기관에서 JR 그룹의 공익 재단 법인이다.
약칭은 철도총연(일본어: 鉄道総研) 또는 JR 소켄(JR 총연, 일본어: JR総研), RTRI이며, 철도 차량이나 시설물 등 철도 기술관한 연구개발이나 노동 과학에 대한 연구개발이나 조사가 이루어지는 기관이다.

## 개요
1986년 12월 10일 국철 본사의 기술 개발 부문 및 철도 기술 연구소와 철도 노동 과학 연구소 등의 업무를 계승하는 법인으로서, 설립 허가가 운수대신(운수성)에서 나오고 1987년 4월 1일에 본격적인 업무를 시작하였다.
또한 중대한 철도 사고 가 발생했을 때, 국토교통성 일본 운수안전위원회와 함께 사고 원인 조사 등을 실시 할 수도 있다. 현재에도 철도 기술에 대한 다양한 연구 개발하고 있다.
철도 총연을 유지하기 위해서 JR 그룹의 철도사업자인 7개 회사(홋카이도 여객철도, 동일본 여객철도, 도카이 여객철도, 서일본 여객철도, 시코쿠 여객철도, 규슈 여객철도, 일본화물철도)가 부담금을 지출하고 있으며, 그 액수는 2013년도 예산으로 약 115억 엔이다.

## 연구 시설·사무실
연구 시설
- 국립 연구소
  - 소재지: 도쿄도 고쿠분지시 히카리쵸 2쵸메 8번 38호 - 가까운 역: 구니타치역
- 풍동 기술 센터
  - 소재지: 시가현 마이바라시 우메가하라 - 가까운 역: 마이바라역
- 시오자와 설해 방지 실험실
  - 소재지: 니가타현 미나미우오누마시 시오자와 1108-1 - 가까운 역: 시오자와역
- 히노 토목 실험실
  - 소재지: 도쿄 도 히노시 - JR 주오 본선 히노 역·도요다역 사이
- 가쓰기 염해 시험장
  - 소재지: 니가타현 무라카미시 가쓰기 - JR 우에쓰 본선 가쓰기역·에치고칸가와역 사이
- 미야자키 실험 센터
  - 소재지: 미야자키현 휴가시 - JR 닛포 본선 미미쓰역·히가시쓰노역 간

사무실
- 도쿄 사무실
  - 소재지: 도쿄도 지요다구 마루노우치 3쵸메 4번 1호 신국제 빌딩 8층 844호실 - 가까운 역: 도쿄역
- 신주쿠 사무실
  - 소재지: 도쿄도 시부야구 요요기 2쵸메 2번 2호 JR 동일본 본사 빌딩 7층 - 가까운 역: 신주쿠역

### 시험선
국립 연구소 구내에 열차의 주행 시험을 실시할 수 있는 시험 라인을 갖추고 있다.

## 주요 연구 개발
- 초전도 리니어 (자기부상열차)
- 가변 궤간 열차
- 하이브리드 차체 경사 시스템 (틸팅 열차)
- 스테레오 카메라 식 건널목 장애물 검지 장치 (건널목 장애물 검지 장치)
- 디지털 ATC (자동 열차 제어 장치)
- 세라믹 분사 장치 (모래 장작 장치)
- 지진 경보 시스템
- 타이완 고속철도 (건설 프로젝트 팀에 합류)

## 출판물
- 철도 총연 보고 - 연구 성과에 관한 논문집
- RRR(Railway Research Review) - 철도 기술에 관한 PR집